# Yamato Naitō
Yamato Naitō (japanisch 内藤 大和 Naitō Yamato; * 14. Juli 2004 in Kōfu, Präfektur Yamanashi) ist ein japanischer Fußballspieler.

## Karriere
Yamato Naitō erlernte das Fußballspielen in der Jugendmannschaft von Ventforet Kofu in Kōfu. Die erste Mannschaft spielt in der zweiten japanischen Liga. Sein Zweitligadebüt als Jugendspieler gab Yamato Naitō am 23. Oktober 2021 (35. Spieltag) im Heimspiel gegen V-Varen Nagasaki. Hier wurde er in der 90. Minute für den Brasilianer Willian Lira eingewechselt. Ventforet gewann das Spiel 2:1.